# Châteaux japonais en Corée

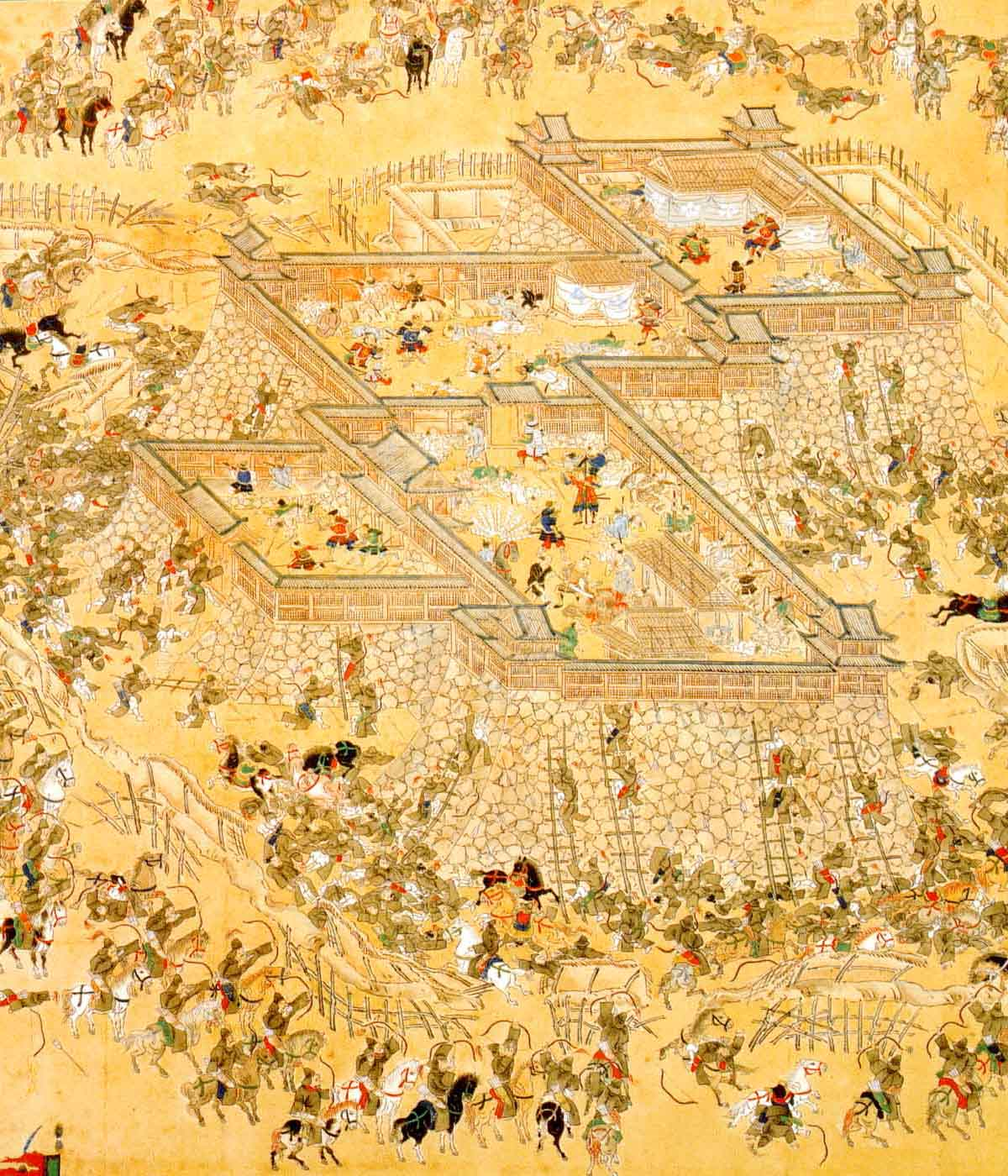
Château japonais d'Ulsan

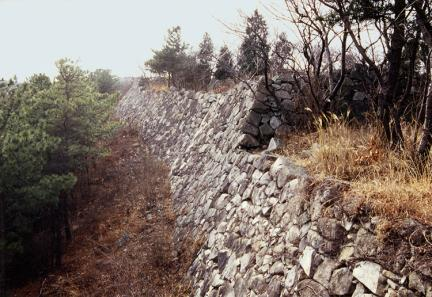
Ruines du château japonais de Seosaengpo

Les châteaux japonais en Corée (coréen: 왜성, Waeseong; japonais: 倭城, Wajō) sont des châteaux japonais construits le long des côtes du sud de la Corée durant les invasions japonaises de la Corée entre 1592 et 1598 par les soldats japonais.

## Liste des châteaux japonais en Corée
| Romanisation révisée              | Hangul           | Hanja            | Emplacement                    | Commentaires                                                                                        |
| --------------------------------- | ---------------- | ---------------- | ------------------------------ | --------------------------------------------------------------------------------------------------- |
| Château japonais de Gijang        | 기장 죽성리왜성  | 機張 竹城里倭城  | Busan                          | |
| Château japonais de Jaseongdae    | 자성대왜성       | 子城臺倭城       | Busan                          | Voir aussi Bataille de Busanjin, Busanjinseong                                                      |
| Château japonais de Ulsan         | 울산왜성         | 蔚山倭城         | Ulsan                          | Voir aussi Siège d'Ulsan                                                                            |
| Château japonais de Seosaengpo    | 서생포왜성       | 西生浦倭城       | Ulsan                          | |
| Château japonais de Gyeonnaeryang | 견내량왜성       | 見乃梁倭城       | Gyeongsangnam-do, Île de Geoje | |
| Château japonais de Jukdo         | 김해 죽도왜성    | 金海 竹島倭城    | Busan                          | |
| Château japonais de Angol         | 창원 안골왜성    | 昌原 安骨倭城    | Gyeongsangnam-do               | |
| Château japonais de Nulcha        | 눌차왜성         | 訥次倭城         | Busan                          | |
| Château japonais de Ungcheon      | 창원 웅천왜성    | 昌原 熊川倭城    | Gyeongsangnam-do               | |
| Château japonais de Busan         | 부산일본성       | 釜山日本城       | Busan                          | |
| Château japonais de Masan         | 마산일본성       | 馬山日本城       | Gyeongsangnam-do               | |
| Château japonais de Jangmunpo     | 거제 장문포 왜성 | 巨濟 長門逋 倭城 | Gyeongsangnam-do, Île de Geoje | |
| Château japonais de Yeongdeungpo  | 영등왜성지       | 永登倭城址       | Gyeongsangnam-do, Île de Geoje | |
| Château japonais de Songjinpo     | 송진포왜성       | 松眞浦倭城       | Gyeongsangnam-do, Île de Geoje | |
| Château japonais de Goseong       | 고성읍성         | 固城邑城         | Gyeongsangnam-do               | |
| Château japonais de Sacheon       | 사천선진리성     | 泗川船津里城     | Gyeongsangnam-do               | Voir aussi Bataille de Sacheon (1598)                                                               |
| Château japonais de Namhae        | 남해 선소왜성    | 南海 船所倭城    | Gyeongsangnam-do               | |
| Château japonais de Suncheon      | 순천왜성         | 順天倭城         | Suncheon                       | Voir aussi Siège de Suncheon Il ne reste plus aujourd'hui que les fondations en pierres du château. |

## Source de la traduction
- (en) Cet article est partiellement ou en totalité issu de l’article de Wikipédia en anglais intitulé « Japanese castles in Korea » (voir la liste des auteurs).